# Canton des Coteaux du Lizon
Le canton des Coteaux du Lizon, anciennement canton de Saint-Lupicin, est une circonscription électorale française du département du Jura.

## Histoire
Un nouveau découpage territorial du Jura entre en vigueur à l'occasion des élections départementales de 2015. Il est défini par le décret du 17 février 2014, en application des lois du 17 mai 2013 (loi organique 2013-402 et loi 2013-403). Les conseillers départementaux sont, à compter de ces élections, élus au scrutin majoritaire binominal mixte. Les électeurs de chaque canton élisent au Conseil départemental, nouvelle appellation du Conseil général, deux membres de sexe différent, qui se présentent en binôme de candidats. Les conseillers départementaux sont élus pour 6 ans au scrutin binominal majoritaire à deux tours, l'accès au second tour nécessitant 12,5 % des inscrits au 1er tour. En outre la totalité des conseillers départementaux est renouvelée. Ce nouveau mode de scrutin nécessite un redécoupage des cantons dont le nombre est divisé par deux avec arrondi à l'unité impaire supérieure si ce nombre n'est pas entier impair, assorti de conditions de seuils minimaux. Dans le Jura, le nombre de cantons passe ainsi de 34 à 17.
Le canton de Saint-Lupicin est formé de communes des anciens cantons des Bouchoux (11 communes) et de Saint-Claude (12 communes). Le canton est entièrement inclus dans l'arrondissement de Saint-Claude. Le bureau centralisateur est situé à Coteaux du Lizon.
À la suite du décret du 5 mars 2020, le canton change de nom.

## Représentation
| Période élective | Période élective | Mandat | Mandat   | Identité          | Nuance | Nuance | Qualité                                        |
| ---------------- | ---------------- | ------ | -------- | ----------------- | ------ | ------ | ---------------------------------------------- |
| 2015             | 2021             | 2015   | 2021     | Nelly Durandot    |        | LREM   | Première adjointe au maire de Coteaux du Lizon |
| 2015             | 2021             | 2015   | 2021     | Jean-Daniel Maire |        | LREM   | Maire de Viry                                  |
| 2021             | 2028             | 2021   | en cours | Nelly Durandot    |        | LREM   | Conseillère sortante                           |
| 2021             | 2028             | 2021   | en cours | Jean-Daniel Maire |        | LREM   | Conseiller sortant                             |

### Résultats détaillés

#### Élections de mars 2015
À l'issue du 1er tour des élections départementales de 2015, deux binômes sont en ballottage : Nelly Durandot et Jean-Daniel Maire (DVG, 31,22 %) et Hélène Haas et Roland Watrin (FN, 29,71 %). Le taux de participation est de 51,33 % (4 225 votants sur 8 231 inscrits) contre 56,35 % au niveau départemental et 50,17 % au niveau national.
Au second tour, Nelly Durandot et Jean-Daniel Maire (DVG) sont élus avec 61,07 % des suffrages exprimés et un taux de participation de 54,54 % (2 417 voix pour 4 489 votants et 8 231 inscrits).
Jean-Daniel Maire et Nelly Durandot sont membres de LREM.

#### Élections de juin 2021
Le premier tour des élections départementales de 2021 est marqué par un très faible taux de participation (33,26 % au niveau national). Dans le canton des Coteaux du Lizon, ce taux de participation est de 31,17 % (2 762 votants sur 8 862 inscrits) contre 35,65 % au niveau départemental. À l'issue de ce premier tour, deux binômes sont en ballottage : Nelly Durandot et Jean-Daniel Maire (REM, 47,63 %) et Simon Muccilli et Elsa Nassiet (LFI, 28,41 %).
Le second tour des élections est marqué une nouvelle fois par une abstention massive équivalente au premier tour. Les taux de participation sont de 34,36 % au niveau national, 37,47 % dans le département et 34,56 % dans le canton des Coteaux du Lizon. Nelly Durandot et Jean-Daniel Maire (REM) sont élus avec 62,93 % des suffrages exprimés (1 650 voix pour 3 063 votants et 8 863 inscrits),,.

## Composition
Lors de sa création, le canton comprenait vingt-trois communes entières.
À la suite de la fusion de Ponthoux avec Lavans-lès-Saint-Claude pour former une commune nouvelle au 1er janvier 2016, le canton comptait 20 communes et deux fractions.
À la suite du décret du 5 mars 2020, les communes des Coteaux du Lizon et de Lavans-lès-Saint-Claude sont entièrement rattachées au canton des Coteaux du Lizon. Le canton comprend 20 communes entières.
| Nom                                      | Code Insee | Intercommunalité                       | Superficie (km2) | Population (dernière pop. légale) | Densité (hab./km2) | Modifier                                    |
| ---------------------------------------- | ---------- | -------------------------------------- | ---------------- | --------------------------------- | ------------------ | ------------------------------------------- |
| Coteaux du Lizon (bureau centralisateur) | 39491      | CC Haut-Jura Saint-Claude              | 15,49            | 2 146 (2022)                      | 139                | modifier les données · modifier les données |
| Bellecombe                               | 39046      | CC Haut-Jura Saint-Claude              | 12,17            | 74 (2022)                         | 6,1                | modifier les données · modifier les données |
| Les Bouchoux                             | 39068      | CC Haut-Jura Saint-Claude              | 21,71            | 313 (2022)                        | 14                 | modifier les données · modifier les données |
| Chassal-Molinges                         | 39339      | CC Haut-Jura Saint-Claude              | 7,76             | 1 120 (2022)                      | 144                | modifier les données · modifier les données |
| Choux                                    | 39151      | CC Haut-Jura Saint-Claude              | 8,27             | 136 (2022)                        | 16                 | modifier les données · modifier les données |
| Coiserette                               | 39157      | CC Haut-Jura Saint-Claude              | 5,91             | 46 (2022)                         | 7,8                | modifier les données · modifier les données |
| Coyrière                                 | 39174      | CC Haut-Jura Saint-Claude              | 4,11             | 66 (2022)                         | 16                 | modifier les données · modifier les données |
| Lajoux                                   | 39274      | CC Haut-Jura Saint-Claude              | 23,65            | 299 (2022)                        | 13                 | modifier les données · modifier les données |
| Lamoura                                  | 39275      | CC de la Station des Rousses-Haut-Jura | 22,28            | 659 (2022)                        | 30                 | modifier les données · modifier les données |
| Larrivoire                               | 39280      | CC Haut-Jura Saint-Claude              | 6,50             | 108 (2022)                        | 17                 | modifier les données · modifier les données |
| Lavancia-Epercy                          | 39283      | CC Terre d'Émeraude Communauté         | 10,56            | 618 (2022)                        | 59                 | modifier les données · modifier les données |
| Lavans-lès-Saint-Claude                  | 39286      | CC Haut-Jura Saint-Claude              | 23,68            | 2 342 (2022)                      | 99                 | modifier les données · modifier les données |
| Les Moussières                           | 39373      | CC Haut-Jura Saint-Claude              | 16,95            | 159 (2022)                        | 9,4                | modifier les données · modifier les données |
| La Pesse                                 | 39413      | CC Haut-Jura Saint-Claude              | 24,26            | 332 (2022)                        | 14                 | modifier les données · modifier les données |
| Rogna                                    | 39463      | CC Haut-Jura Saint-Claude              | 10,46            | 236 (2022)                        | 23                 | modifier les données · modifier les données |
| Septmoncel les Molunes                   | 39510      | CC Haut-Jura Saint-Claude              | 39,91            | 808 (2022)                        | 20                 | modifier les données · modifier les données |
| Vaux-lès-Saint-Claude                    | 39547      | CC Terre d'Émeraude Communauté         | 9,36             | 675 (2022)                        | 72                 | modifier les données · modifier les données |
| Villard-Saint-Sauveur                    | 39560      | CC Haut-Jura Saint-Claude              | 9,05             | 582 (2022)                        | 64                 | modifier les données · modifier les données |
| Viry                                     | 39579      | CC Haut-Jura Saint-Claude              | 25,40            | 893 (2022)                        | 35                 | modifier les données · modifier les données |
| Vulvoz                                   | 39585      | CC Haut-Jura Saint-Claude              | 4,49             | 22 (2022)                         | 4,9                | modifier les données · modifier les données |
| Canton des Coteaux du Lizon              | 3916       |                                        | 301,97           | 11 634 (2022)                     | 39                 | modifier les données                        |

## Démographie
En 2022, le canton comptait 11 634 habitants, en évolution de +3,27 % par rapport à 2016 (Jura : −0,81 %, France hors Mayotte : +2,11 %).
| 2013   | 2018   | 2022   |
| ------ | ------ | ------ |
| 11 279 | 11 042 | 11 634 |